# Erhard Raus
Pour les articles homonymes, voir Raus.
Erhard Raus (8 janvier 1889 – 3 avril 1956) était un général autrichien du Troisième Reich pendant la Seconde Guerre mondiale. Il a combattu dans les panzers, essentiellement sur le front de l'Est.
Après la guerre, il a écrit de nombreux livres, dont ses mémoires, Panzer Operations : The Eastern Front Memoir of General Raus, 1941-1945.

## Jeunesse
Né dans le village de Wolframitz (aujourd'hui Olbramovice), en Moravie, il est entré dans l'école des cadets de l'armée austro-hongroise de Koenigsfeld le 1er octobre 1905. Il a été nommé officier le 18 août 1909. Il a participé à la Première Guerre mondiale dans l'infanterie cycliste, recevant de nombreuses décorations et devenant capitaine. Il a fini la guerre commandant du 1er bataillon d'infanterie cycliste.
Le 17 août 1918, il a épousé Anna Morsani.
Le 18 janvier 1919, il a été choisi pour rester dans la nouvelle armée autrichienne. Il a atteint le grade de colonel en 1936, après avoir passé des années à des postes d'état-major ou d'entrainement. Après l'Anschluss et l'absorption par la Wehrmacht en 1938, il a continué sa carrière à des postes d'état-major.

## Seconde guerre mondiale
Raus a été nommé chef d'état-major du XVIIe Corps quelques mois avant la guerre, mais il n'a pas participé aux combats, en raison de son rôle, lorsque ses unités ont participé à l'attaque de la Pologne et à la bataille de France en 1940.
Suivant la pratique consistant à envoyer les officiers d'état-major sur le terrain, il a pris en juin 1940 le commandement du 243e régiment d'infanterie, puis du 4e régiment d'infanterie motorisée en juillet. En mai 1941, il a pris le commandement de la 6e brigade d'infanterie motorisée de la 6e Panzerdivision. Il n'avait commandé aucune unité de ce type avant le 22 juin 1941. Son expérience au combat la plus récente remontait au 1er bataillon d'infanterie cycliste de l'armée austro-hongroise, qu'il avait commandé cinq mois en 1918.

### Opération Barbarossa
Le 22 juin 1941, le Kampfgruppe Raus (groupe de combat Raus, un des deux groupes de combat de la 6e Panzerdivision avec le Kampfgruppe von Seckendorff) lança sous sa direction une attaque vers les pays baltes. Le 20 août il était arrivé dans les faubourgs de Léningrad après avoir traversé la Lituanie, la Lettonie et l'Estonie, établi seul une tête de pont de l'autre côté de la Louga, franchi la Ligne Staline et pris part à certaines des actions les plus tristement notables du début de la campagne.
Le 7 septembre 1941, Raus fut nommé commandant opérationnel de la 6e Panzerdivision.
Le 15 septembre, celle-ci, diminuée de son artillerie, fut retirée du siège de Léningrad. Elle devait être transférée au groupe d'armées Centre pour participer à l'opération Typhon — la tentative de s'emparer de Moscou.
D'après Raus, la force soviétique dans le secteur de sa division avait été écrasée, ouvrant une possibilité d'entrer dans la ville. Il a raconté comment ses hommes avaient en une seule semaine de furieux combats dans les faubourgs franchi douze positions défensives soviétiques et conquis 248 fortins.
Le 11 octobre il fut décoré de la croix de chevalier de la croix de fer pour sa prise et sa défense de la tête de pont sur la Louga.

### Bataille de Moscouet hiver
Raus et ses hommes furent transférés au LXVIe Panzer Corp et formèrent une partie de la pointe de l'offensive vers Moscou. Durant celle-ci, ses troupes, en collaboration avec d'autres divisions de panzers, contribuèrent à encercler 400 000 hommes à Viazma.
Début décembre, elles n'étaient plus qu'à 14 km des faubourgs de Moscou. Raus affirme qu'au cours de la contre-attaque soviétique hivernale, il aurait sauvé toute sa division en ordonnant de faire creuser des trous à l'explosif dans le sol gelé — chacun assez grand pour abriter de 3 à 5 soldats. En quelques heures ses hommes furent abrités et en position de repousser d'autres attaques soviétiques, ainsi que de résister au temps épouvantable avec des pertes minimes.
Au début de janvier 1942, les contre-attaques soviétiques menaçaient d'isoler la quatrième et la neuvième armée allemandes, et Raus occupa un nouveau poste de haute importance. Le général Walter Model (commandant de la neuvième armée) ordonna que tout le personnel de l'arrière soit placé sous son commandement et le chargea de l'organiser pour protéger les lignes de communications et empêcher toute tentative d'encerclement soviétique. Raus déclare qu'en février il avait rassemblé sous ses ordres environ 35 000 hommes et à la mi-février il contre-attaquait, aidant à stabiliser la ligne de front et mettant fin à tout risque que de grosses fractions du groupe d'armées Centre se retrouvent encerclées.
Début avril, la 6e Panzerdivision, à nouveau sous ses ordres, fut transférée en France pour se rééquiper et prendre du repos. Il en fut nommé commandant le 29 avril.

### Bataille de Stalingrad
À la mi-novembre 1942, la division quitta la France pour l'Union soviétique par train. Raus déclare avoir épargné des pertes inutiles à sa division en ignorant les protestations des responsables des chemins de fer et organisé le transport de ses hommes par ce qu'il appelle des « trains de combat », conçus pour que les troupes de chaque train puissent se déployer en petits groupes d'armes combinées capables de repousser les attaques des partisans avec un minimum de pertes matérielles ou humaines.
À la fin de novembre, la division fut débarquée et sa mission devint claire : elle devait participer à l'Opération Wintergewitter pour tenter de libérer la 6e armée allemande encerclée à Stalingrad.
La division attaqua au sein du XLVIII. Panzerkorps, infligeant de lourdes pertes aux forces soviétiques ; Raus affirma plus tard qu'elles étaient dues en partie à ses dons de commandement. En décembre 1942, il mena une opération extrêmement brillante contre la 2e armée des gardes (soviétique).
Raus déclara que quand l'offensive fut arrêtée et les divisions de panzers rappelées, ses troupes étaient à distance de feu de Stalingrad et auraient pu sauver la 6e armée, ajoutant qu'il n'y avait plus de résistance entre elles. Il oublie de mentionner que les forces de secours n'étaient plus capables de continuer en direction de la ville en raison du nombre accru de formations soviétiques et que le général Paulus était opposé à tenter une sortie.

### Kharkov et Koursk
Avec l'effondrement du front suivant la bataille de Stalingrad, Raus fut placé à la tête du XI. Armeekorps, connu jusqu'à l'été 1943 sous le nom de « Corps provisoire Raus » et nommé général des troupes blindées. Il faisait partie du Détachement armé Kempf et commandait lui-même les 168e, 298e et 320e divisions d'infanterie
Ses hommes prirent part à la contre-attaque allemande appelée troisième bataille de Kharkov, puis il les conduisit sur l'autre rive du Donets au cours de la bataille de Koursk (il commandait maintenant les 106e, 168e et 320e divisions d'infanterie), leur mission étant de couvrir la droite de la 4e Panzerarmee qui perçait les défenses soviétiques et fonçait vers Koursk pour terminer son encerclement (saillant sud).
À la fin juillet, après l'échec de l'opération, le Corps Raus très diminué mena des combats d'arrière-garde pendant que le reste de l'armée se repliait derrière le Donets, avant de franchir lui-même la rivière. Il réussit à défendre un point de traversée important, retardant l'Armée rouge qui menaçait de déborder l'armée allemande en retraite vers la ligne Panther-Wotan encore inachevée à cette date. Lorsqu'elles reçurent finalement l'ordre de battre en retraite, ses troupes avaient subi de lourdes pertes. Elles se replièrent sur Kharkov, où elles participèrent à la dernière bataille pour la ville (opération Polkovodets Roumiantsev d'août 1943).
Son rôle lors des combats défensifs entre Belgorod et Kharkov lui valut l'ajout des feuilles de chêne à sa croix de chevalier de la croix de fer.
Il se retrouva bientôt à nouveau en retraite, ramenant ses hommes de Kharkov au Dniepr, en dépit des tentatives soviétiques constantes pour envelopper le Corps, qui ne prirent fin qu'au moment où il atteignit la tête de pont sur le fleuve le 20 septembre.

### Fin de la guerre
À son arrivée, la 8e armée chargea Raus d'organiser le retrait de toutes les unités de l'Axe de son secteur (13 divisions) de l'est du Dniepr à l'ouest. Il lui fallut plusieurs jours pour faire traverser toutes les divisions, en même temps que des milliers de têtes de bétail et de chevaux.
Raus passa ensuite le reste de l'année à combattre en Ukraine. Le 10 décembre 1943[réf. souhaitée], il fut nommé commandant opérationnel de la 4e Panzer Armee.
Il eut rapidement à affronter l'offensive soviétique de Noël, lancée le 24 décembre 1943. Après avoir déployé ses unités pour absorber le choc initial, il ordonna la construction d'un fossé anti-tank derrière ses lignes et l'évacuation de tout le matériel inutile, en même temps que d'autres efforts, mais sans parvenir à arrêter les soviétiques.
En dépit de certains succès défensifs, il perdit beaucoup de ses hommes et fut repoussé d'une centaine de kilomètres. Son habileté tactique lui permit d'empêcher l'Armée rouge de percer, mais il a reconnu que le Panzer Corp du général Balck joua un rôle crucial dans l'arrêt de l'offensive soviétique.
En mai 1944, Raus prit le commandement de la 1re Panzer Armee, puis quelques mois plus tard celui de la 3e Panzer Armee. En février 1945, Hitler le mit à la tête du 11e corps d'armée SS en Poméranie[réf. nécessaire]. Lorsque les troupes soviétiques franchirent la frontière allemande, il le releva de son commandement.

## Dernières années
Après la guerre, Raus a écrit ou coécrit plusieurs livres et articles consacrés à l'analyse des tactiques de l'arme blindée utilisées par ses forces sur le front de l'Est. Il est mort à l'hôpital général de Vienne le 3 avril 1956.

## Décorations
- Médaille de la défense militaire en bonze de la croix de la Défense militaire, avec décorations militaire et épées (6 février 1915)
- Croix de la Défense militaire, 3e classe, avec décorations militaire et épées (5 octobre 1915)
- Croix de la troupe Charles (15 mars 1917)
- Médaille de la défense militaire en argent de la croix de la Défense militaire, avec décorations militaire et épées (2 juillet 1917)
- Médaille du service militaire hongrois (9 mars 1931)
- Médaille du service militaire autrichien avec épées (15 mai 1933)
- Insigne d'honneur en argent (21 avril 1934)
- Insigne du service militaire, 2e classe (8 octobre 1934)
- Décorations d'honneur, 4e à 1re classe (1er décembre 1939, daté le 1er janvier 1939)
- Croix du service militaire, 2e classe (20 novembre 1940)
- Croix de fer (1939)
  - 2e classe  (29 juin 1941)
  - 1re classe (6 juillet 1941)
- Insigne de combat des blindés (1er septembre 1941)
- Croix de chevalier de la croix de fer avec feuilles de chêne
  - Croix de chevalier le 11 octobre 1941
  - Feuilles de chêne le 22 août 1943
- Médaille du Front de l'Est (1er août 1942)
- Croix allemande en or (14 février 1943)